# Birmingham, Alabama
Birmingham este un oraș care este sediul comitatului Jefferson al statului Alabama, Statele Unite ale Americii. Întinzându-se și comitatul vecin, Shelby, Birmingham este totodată și cel mai mare oraș din statul Alabama.

## Personalități marcante
- Annie Easley⁠(d) (1933 - 2011), om de știință;
- Carl Lewis (n. 1961), atlet, fost campion olimpic și mondial